# Donald Arthur
Donald Arthur (* 29. April 1937 in New York City, New York; † 21. September 2016 in München, Bayern) war ein US-amerikanischer deutschsprachiger Schauspieler, Opernsänger und Synchronsprecher. Er lebte seit 1960 in Europa. Als Synchronsprecher war er vor allem wegen seiner markanten und variablen Bassstimme bekannt.

## Leben und Karriere
Donald Arthur trat als Opernsänger auf. Er war seit mehreren Jahren in den Medien tätig, wo er als Schauspieler, Drehbuchautor, Moderator, Übersetzer, Chansontexter, Synchron- und Kommentarsprecher arbeitete. Synchronisiert hat Donald Arthur in über zehn Sprachen, unter anderem lieh er Peter Ustinov, James Earl Jones und Orson Welles sowie zahlreichen Puppen- und Trickfilmfiguren die deutsche Stimme. Gustl Bayrhammer, Günter Strack und Walter Sedlmayr lieh er die englische Stimme.
Außerdem war er der Erzähler in der amerikanischen Fassung der Fernsehdokumentation 2000 Jahre Christentum und sprach Rudi Gutendorf in der englischen Fassung von Rudolph Herzogs Der Ball ist ein Sauhund.
Seine bekanntesten Sprechrollen waren Boober von den Fraggles, der Kanaligator im Augsburger-Puppenkiste-Spielfilm Die Story von Monty Spinneratz (hier sprach er sowohl die deutsche wie auch die englische Version), der Butler Igor von Graf Duckula sowie seine langjährigen Rollen als Chefkoch (engl. Chef) in der Serie South Park und noch bis zu seinem Tod 2016 als Nachrichtensprecher Kent Brockman in Die Simpsons. Auch in PC-Spielen wie Unreal Tournament III, Half-Life 2: Episode Two sowie in Arx Fatalis war seine charakteristische Stimme zu hören, dort sprach er die Trolle. Außerdem war er als Koch Auguste Gusteau im Pixar-Film Ratatouille (2007) zu hören.
Als Schauspieler zu sehen war Arthur unter anderem im 2005 ausgestrahlten Fernsehfilm Margarete Steiff zusammen mit Heike Makatsch. Er spielte einen amerikanischen Besucher einer Spielwarenmesse, der die ersten 3.000 Steiff-Teddybären orderte.
Neben seinen hauptberuflichen Sprechrollen unterstützte Arthur 2007 den studentischen Zeichentrickfilm Dreckmonster (Dirtmonsters) der Hochschule für Film und Fernsehen Konrad Wolf in Potsdam-Babelsberg und übernahm die Stimme der Hauptrolle Willi in der englischen Fassung. Zudem übernahm er in Joscha Sauers erster Zeichentrickserie die Stimme zweier Yetis.
Am 21. September 2016 starb Donald Arthur im Alter von 79 Jahren in seiner Wohnung in München.

## Filmografie (Auswahl)
- 1980: Ein Guru kommt
- 1981: Der Spot oder Fast eine Karriere
- 1982: Jack Holborn (Mr. Thompson)
- 1984: Der Schneemann
- 1984: Das Schloss des Cagliostro (Ed Scott (Koichi Zenigata))
- 1988–1993: Graf Duckula (Count Duckula, Fernsehserie, Igor)
- 1991: Darkwing Duck (Torro Bulba)
- 1991–2016: Die Simpsons (mehrere Figuren, u. a. Kent Brockman)
- 1997: Die Story von Monty Spinnerratz (A Rat’s Tale)
- 1997–2007: South Park (Jerome „Chefkoch“ McElroy)
- 2005: Margarete Steiff
- 2008: Arielle, die Meerjungfrau – Wie alles begann (Jochen Rochen)

## Hörspiele (Auswahl)
- 2001: Michael Koser: Der letzte Detektiv 38: Totentanz (BR)
- 2002 (Audible: 2013): Disneys Hercules: Das Original Hörspiel zum Film, Walt Disney Records
- 2009: Ulrich Bassenge: Im Wald da sind die Räuber (DRS)
- 2009–2010: Ascan von Bargen: Die Morde des Émile Poiret (Maritim)
- 2010: Mithu Sanyal: Love Art Lab Rules (WDR)
- 2011: Ulrich Bassenge: Der Grausame (WDR)
- 2016: Die Simpsons – Das Original-Hörspiel zur TV-Serie, Die komplette Staffel 23. Edel Germany.